# Arthur der Engel
Arthur der Engel (ungarisch Arthúr, az angyal) ist eine ungarisch-US-amerikanische Zeichentrick-Fernsehserie, die ab 1959 produziert wurde. Die Schwarzweiß-Fassung war in der DDR im Fernsehen zu sehen (laut DEFA-Stiftung 1963 auch in den Kinos), in den USA lief die Serie in der Farbfassung. 
Die Serie wurde im Auftrag der amerikanischen Firma M.J.P. Enterprises bei Pannonia in Ungarn produziert, die Idee stammte von Art Paul und Gig Friedman.
Bei Icestorm Entertainment erschienen 2001 neun Folgen auf Deutsch auf DVD und VHS. Im September 2003 folgten weitere drei Episoden, die zuvor noch nicht auf Deutsch erschienen waren und für den Verkauf auf DVD von Elektrofilm Synchronstudios synchronisiert wurden. Die Synchronisation der übrigen Folgen produzierte das DEFA-Studio Atelier Leipzig. August 2004 wurden alle zwölf Episoden zusammen auf einer DVD herausgegeben. 
Arthur wird in der deutschen Sprachfassung von Fred Alexander gesprochen.

## Handlung
Nachdem Arthur in den Himmel gekommen ist, will er es sich hier gutgehen lassen. Doch Petrus schickt ihn immer wieder auf die Erde, um Menschen zu helfen. Dabei erlebt er die verschiedensten Abenteuer und gerät auch in Schwierigkeiten.

## Episoden
1. Wie im alten Rom
2. Bei Wasser und Brot
3. Die Wunderlampe
4. Das Geheimnis der Schatzinsel
5. Im wilden Westen
6. Die große Tigerjagd
7. Die Jagd des kleinen Bob
8. Der Roboter
9. Vom Pech verfolgt
10. Arthur und Frankenstein
11. Arthur und die Piraten
12. Arthur im Schnee